# José Franco (actor)
José Franco Pumarega (n. Madrid, España; 25 de abril de 1908 - ibíd.; 30 de enero de 1980) fue un actor español de cine y de teatro.

## Biografía
Vivió en Madrid con su hermana Maruja, trabajó en la radio, escribía poemas, trabajó en La Barraca con Federico García Lorca, actuó en Bienvenido, Mister Marshall, fue el libretista de Enrique Casal Chapí, además de muchas otras actividades.

## Filmografía
- Mi adúltero esposo ('In Situ') (1979).
- Un hombre llamado Flor de Otoño (1978) Pedro Olea.
- ¡Arriba Hazaña! (1978).
- Pim, pam, pum... ¡fuego! (1975) Pedro Olea.
- Un curita cañón (1974}
- La casa sin fronteras (1972) Pedro Olea.
- La semana del asesino (1972) Eloy de la Iglesia.
- La duda (1972) Rafael Gil.
- Los días de Cabirio (1971).
- Pierna creciente, falda menguante (1970) Javier Aguirre Fernández.
- El hueso (1968)
- El salario del crimen (1964).
- Tú y yo somos tres (1964) Rafael Gil.
- La viudita naviera (1962)
- Teresa de Jesús (1961) Juan de Orduña.
- Cariño mío (1961) Rafael Gil.
- Plácido (1961) Luis García Berlanga.
- Embajadores en el infierno  (1956) José María Forqué.
- Todos somos necesarios (1956)
- Esa voz es un mina (1955) Luis Lucia
- El pescador de coplas (1954) Antonio del Amo.
- Esa pareja feliz (1953) Luis García Berlanga.
- Bienvenido, Mister Marshall (1953) Luis García Berlanga.
- Sobresaliente (1953)
- El último caballo (1950) Edgar Neville.
- Aventuras de Juan Lucas (1949)
- Llegada de noche (1949)
- Pobre mi madre querida (1948)
- Obsesión (1947)
- Dos cuentos para dos (1947) .... Comisario
- Reina santa (1947) .... Froilas
- Las inquietudes de Shanti Andía (1947) .... Zapiain
- Un drama nuevo (1946)
- El crimen de la calle de Bordadores (1946) Edgar Neville .... Matías.
- La pródiga (1946) .... Gordito
- María Fernanda, la jerezana (1946)
- Consultaré a Mister Brown (1946)
- El fantasma y doña Juanita (1945)
- El destino se disculpa (1945) .... Notario
- La torre de los siete jorobados (1944) Edgar Neville ..... Espectro de Napoleón
- El clavo (1944) .... Gerente del hotel
- Café de París (1943)
- ¡Gaucho! (1942)
- Primer amor (1941)
- Santos Vega (1936).